# 伊利亚-达斯弗洛里斯
伊利亚-达斯弗洛里斯（葡萄牙語：Ilha das Flores),也稱花島是巴西的城鎮，位於該國東北部，由塞爾希培州負責管轄，始建於1959年1月30日，面積53平方公里，海拔高度28米，2010年人口8,348，人口密度每平方公里158.06人。